# Isaac Jiménez
Isaac Jiménez Sánchez (San José, 19 de mayo de 1918-Turrialba; 14 de septiembre de 1995) fue un futbolista costarricense.

## Trayectoria
Inició su carrera deportiva con el Club Sport Herediano, equipo con el que haría su debut en la Primera división de Costa Rica en 1940. En 1942 se vincularía al Club Sport La Libertad, equipo con el que se proclamaría campeón en las temporadas de 1942 y 1946. Con este equipo lograría también los subcampeonatos en 1944 y 1947. En 1950 pasaría a formar parte del Club Sport Cartaginés equipo con el que se mantendría hasta su retiro en 1955.
Su máxima distinción individual ha sido la incorporación a la Galería Costarricense del Deporte en el 1980.

## Clubes
| Club                   | País       | Año       |
| ---------------------- | ---------- | --------- |
| Club Sport Herediano   | Costa Rica | 1940-1941 |
| Club Sport La Libertad | Costa Rica | 1942-1950 |
| Club Sport Cartaginés  | Costa Rica | 1950-1955 |

## Palmarés
| Título           | Club                   | Año  |
| ---------------- | ---------------------- | ---- |
| Primera División | Club Sport La Libertad | 1942 |
| Primera División | Club Sport La Libertad | 1946 |